# 美國駐英國大使
美國駐英國大使（英語：United States Ambassador to the United Kingdom），正式名稱為美利堅合眾國駐聖詹姆斯朝廷大使（英語：The Ambassador of the United States of America to the Court of St James's），是美國總統和美國政府對英國君主的官方代表（圣詹姆斯朝廷），該職位由简·D·哈特利擔任，2022年7月19日向英女皇伊利沙伯二世遞交國書。

## 职责
大使主要職責是向英國政府及其人民介紹美國的政策，並向美國政府報告英國政策和觀點。大使是兩國之間的主要溝通渠道，在條約談判中發揮著重要作用。
大使是美國駐英國領事部門的負責人。除了指導支持貿易的外交活動外，大使最終負責簽證服務和向在英國的美國公民提供領事支持，並監督兩國之間的文化關係。

## 列表

### 特使（1785年–1811年）
無黨籍
  民主共和黨
  民主党
  輝格黨
  共和黨
約翰·亞當斯被稱為第一位“大使”。 也被稱為第一任“特命全權公使”。  全權代表是指“擁有全部權力”；有權在所有事務上代表國家行事公使。
| 名稱          | Portrait | 任命          | 遞交國書       | 離任          | 任命者        | 任命者        | 注釋          |
| ------------- | -------- | ------------- | -------------- | ------------- | ------------- | ------------- | ------------- |
| 约翰·亚当斯   |          | 1785年2月24日 | 1785年6月1日   | 1788年2月20日 |               | 邦聯議會      | 第2任美國總統 |
| 托馬斯·平克尼 |          | 1792年1月12日 | 1792年8月9日   | 1796年7月27日 |               | 乔治·华盛顿   |               |
| 鲁弗斯·金     |          | 1796年5月20日 | 1796年7月27日  | 1803年5月16日 |               | 乔治·华盛顿   |               |
| 詹姆斯·门罗   |          | 1803年        | 1803年8月17日  | 1807年10月7日 |               | 托马斯·杰斐逊 | 第5任美國總統 |
| 威廉·平克尼   |          | 1808年2月26日 | 1808年4月27日  | 1811年5月7日  |               | 托马斯·杰斐逊 |               |
| 喬納森·拉塞爾 |          | 1811年7月27日 | 1811年11月15日 | 1812年6月18日 | 詹姆斯·麦迪逊 | [ b ]         |               |

### 公使（1815年–1893年）
1812年戰爭後與英國恢復外交關係。維也納會議（1815年）建立了統一的外交官銜制度。在這種制度下，最高級別的“大使”是主權國家的個人代表，下一級的“公使”則代表政府。作為一個共和國，美國以特命全權公使級別與英國保持外交關係。該級別俗稱“公使”，該職位繼續被稱為“美國駐英國公使”。
| 名稱                     | Portrait | 任命           | 遞交國書       | 離任           | 任命者               | 任命者               | 註解           |
| ------------------------ | -------- | -------------- | -------------- | -------------- | -------------------- | -------------------- | -------------- |
| 约翰·昆西·亚当斯         |          | 1814年4月28日  | 1815年6月8日   | 1817年5月14日  |                      | 詹姆斯·麦迪逊        | 第6任美國總統  |
| 理查德·拉什              |          | 1817年         | 1818年2月12日  | 1825年4月27日  | 詹姆斯·门罗          |                      |                |
| 鲁弗斯·金                |          | 1825年5月5日   | 1825年11月11日 | 1826年6月16日  | 约翰·昆西·亚当斯     |                      |                |
| 艾伯特·加勒廷            |          | 1826年5月10日  | 1826年9月1日   | 1827年10月4日  | 约翰·昆西·亚当斯     |                      |                |
| 威廉·比奇·勞倫斯         |          | 1827年11月23日 |                | 1828年11月24日 | 约翰·昆西·亚当斯     | [ 8 ] [ 9 ]          |                |
| 詹姆斯·巴伯              |          | 1828年5月23日  | 1828年11月24日 | 1829年10月1日  | 约翰·昆西·亚当斯     |                      |                |
| 路易斯·麦克莱恩          |          | 1829年         | 1829年10月12日 | 1831年6月13日  |                      | 安德鲁·杰克逊        |                |
| 马丁·范布伦              |          | 1831年8月8日   | 1831年9月21日  | 1832年3月19日  | 第8任美國總統        | 安德鲁·杰克逊        |                |
| 亞倫·韋爾                |          | 1832年7月13日  |                | 1836年7月13日  | [ c ]                | 安德鲁·杰克逊        |                |
| 安德魯·史蒂文森          |          | 1836年3月16日  | 1836年7月13日  | 1841年10月21日 |                      | 安德鲁·杰克逊        |                |
| 爱德华·埃弗里特          |          | 1841年         | 1841年12月16日 | 1845年8月8日   |                      | 约翰·泰勒            |                |
| 路易斯·麦克莱恩          |          | 1845年         | 1845年8月8日   | 1846年8月18日  |                      | 詹姆斯·诺克斯·波尔克 |                |
| 乔治·班克罗夫特          |          | 1846年9月9日   | 1846年11月12日 | 1849年8月31日  |                      | 詹姆斯·诺克斯·波尔克 |                |
| 雅培·勞倫斯              |          | 1849年8月20日  | 1849年10月20日 | 1852年10月12日 |                      | 扎卡里·泰勒          |                |
| 約瑟夫·里德·英格索爾     |          | 1852年8月21日  | 1852年10月16日 | 1853年8月23日  | 米勒德·菲尔莫尔      |                      |                |
| 詹姆斯·布坎南            |          | 1853年4月11日  | 1853年8月23日  | 1856年3月15日  |                      | 富兰克林·皮尔斯      | 第15任美國總統 |
| 喬治·M·達拉斯            |          | 1856年2月4日   | 1856年4月4日   | 1861年5月16日  |                      | 富兰克林·皮尔斯      |                |
| 老查爾斯·弗朗西斯·亞當斯 |          | 1861年3月20日  | 1861年5月16日  | 1868年5月13日  |                      | 亚伯拉罕·林肯        |                |
| 雷維爾迪·約翰遜          |          | 1868年6月12日  | 1868年9月14日  | 1869年5月13日  |                      | 安德鲁·约翰逊        |                |
| 约翰·莫特利              |          | 1869年4月13日  | 1869年6月18日  | 1870年12月6日  |                      | 尤利西斯·格兰特      |                |
| 羅伯特·申克              |          | 1870年12月22日 | 1871年6月23日  | 1876年3月3日   |                      | 尤利西斯·格兰特      |                |
| 愛德華茲·皮埃爾龐特      |          | 1876年5月22日  | 1876年7月11日  | 1877年12月22日 |                      | 尤利西斯·格兰特      |                |
| 約翰·威爾士              |          | 1877年11月9日  | 1877年12月22日 | 1879年8月14日  | 拉瑟福德·伯查德·海斯 |                      |                |
| 詹姆斯·拉塞爾·洛厄爾     |          | 1880年1月26日  | 1880年3月11日  | 1885年5月19日  | 拉瑟福德·伯查德·海斯 |                      |                |
| 愛德華·約翰·菲爾普斯     |          | 1885年3月23日  | 1885年5月19日  | 1889年1月31日  |                      | 格罗弗·克利夫兰      |                |
| 羅伯特·托德·林肯         |          | 1889年3月30日  | 1889年5月25日  | 1893年5月4日   |                      | 本杰明·哈里森        |                |

### 大使（1893年-至今）
儘管法國於1870年成為第三共和國，但該國仍繼續與其他大國互派大使。1893年，美國效仿法國的先例，將與其他大國的關係提升為大使級。美國駐倫敦公使館成為美國大使館，美國駐英國公使成為美國駐英國大使館。
| 名稱                      | Portrait | 任命           | 遞交國書       | 離任           | 任命者                | 任命者                 | 註解 |
| ------------------------- | -------- | -------------- | -------------- | -------------- | --------------------- | ---------------------- | ---- |
| 托马斯·F·贝亚德           |          | 1893年         | 1893年6月22日  | 1897年3月17日  |                       | 格罗弗·克利夫兰        |      |
| 海约翰                    |          | 1897年         | 1897年5月3日   | 1898年9月12日  |                       | 威廉·麦金莱            |      |
| 約瑟夫·霍奇斯·喬特        |          | 1899年1月19日  | 1899年3月6日   | 1905年5月23日  |                       | 威廉·麦金莱            |      |
| 懷特勞·里德               |          | 1905年3月8日   | 1905年6月5日   | 1912年12月15日 | 西奥多·罗斯福         | †                      |      |
| 沃爾特·海因斯·佩奇        |          | 1913年4月21日  | 1913年5月30日  | 1918年10月3日  |                       | 伍德罗·威尔逊          |      |
| 约翰·威廉·戴维斯          |          | 1918年11月21日 | 1918年12月18日 | 1921年3月9日   |                       | 伍德罗·威尔逊          |      |
| 喬治·布林頓·麥克萊倫·哈維 |          | 1921年4月16日  | 1921年5月12日  | 1923年11月3日  |                       | 沃伦·盖玛利尔·哈定     |      |
| 弗兰克·B·凯洛格           |          | 1924年         | 1924年1月14日  | 1925年2月10日  | 卡尔文·柯立芝         |                        |      |
| 艾倫森·B·霍頓             |          | 1925年2月24日  | 1925年4月27日  | 1929年3月28日  | 卡尔文·柯立芝         |                        |      |
| 查尔斯·盖茨·道威斯        |          | 1929年4月16日  | 1929年6月15日  | 1931年12月30日 | 赫伯特·胡佛           |                        |      |
| 安德鲁·威廉·梅隆          |          | 1932年2月5日   | 1932年4月9日   | 1933年3月17日  | 赫伯特·胡佛           |                        |      |
| 羅伯特·沃思·賓厄姆        |          | 1933年3月23日  | 1933年5月23日  | 1937年11月19日 |                       | 富兰克林·德拉诺·罗斯福 |      |
| 老约瑟夫·P·肯尼迪         |          | 1938年1月17日  | 1938年3月8日   | 1940年10月22日 |                       | 富兰克林·德拉诺·罗斯福 |      |
| 约翰·怀南特               |          | 1941年2月11日  | 1941年3月1日   | 1946年4月10日  |                       | 富兰克林·德拉诺·罗斯福 |      |
| 威廉·埃夫里尔·哈里曼      |          | 1946年4月2日   | 1946年4月30日  | 1946年10月1日  | 哈里·S·杜鲁门         |                        |      |
| 刘易斯·道格拉斯           |          | 1947年3月6日   | 1947年3月25日  | 1950年11月16日 | 哈里·S·杜鲁门         |                        |      |
| 沃爾特·謝爾曼·吉福德      |          | 1950年12月12日 | 1950年12月21日 | 1953年1月23日  | 哈里·S·杜鲁门         |                        |      |
| 溫思羅普·W·奧爾德里奇     |          | 1953年2月2日   | 1953年2月20日  | 1957年2月1日   |                       | 德怀特·艾森豪威尔      |      |
| 約翰·海·惠特尼            |          | 1957年2月11日  | 1957年2月28日  | 1961年1月14日  |                       | 德怀特·艾森豪威尔      |      |
| 戴维·K·E·布鲁斯           |          | 1961年2月22日  | 1961年3月17日  | 1969年3月20日  |                       | 约翰·肯尼迪            |      |
| 沃爾特·安納伯格           |          | 1969年3月14日  | 1969年4月29日  | 1974年10月30日 |                       | 理查德·尼克松          |      |
| 艾略特·理查森             |          | 1975年2月20日  | 1975年3月21日  | 1976年1月16日  | 杰拉尔德·福特         |                        |      |
| 安妮·L·阿姆斯特朗         |          | 1976年1月29日  | 1976年3月17日  | 1977年3月3日   | 杰拉尔德·福特         |                        |      |
| 小金曼·布魯斯特           |          | 1977年4月29日  | 1977年6月3日   | 1981年2月23日  |                       | 吉米·卡特              |      |
| 小約翰·J·路易斯           |          | 1981年5月7日   | 1981年5月27日  | 1983年11月7日  |                       | 罗纳德·里根            |      |
| 查爾斯·普萊斯二世         |          | 1983年11月11日 | 1983年12月20日 | 1989年2月28日  |                       | 罗纳德·里根            |      |
| 小亨利·E·卡托             |          | 1989年4月14日  | 1989年5月17日  | 1991年3月13日  | 乔治·赫伯特·沃克·布什 |                        |      |
| 雷蒙德·GH·塞茨            |          | 1991年4月25日  | 1991年6月25日  | 1994年5月10日  | 乔治·赫伯特·沃克·布什 |                        |      |
| 威廉·J·克羅               |          | 1994年5月13日  | 1994年6月2日   | 1997年9月20日  |                       | 比尔·克林顿            |      |
| 菲利普·拉德               |          | 1997年8月1日   | 1997年9月22日  | 2001年2月28日  |                       | 比尔·克林顿            |      |
| 威廉·斯坦普斯·法裡什三世  |          | 2001年7月12日  | 2001年8月1日   | 2004年6月11日  |                       | 乔治·沃克·布什         |      |
| 羅伯特·塔特爾             |          | 2005年7月9日   | 2005年10月19日 | 2009年2月6日   |                       | 乔治·沃克·布什         |      |
| 路易斯·蘇斯曼             |          | 2009年7月13日  | 2009年10月13日 | 2013年4月3日   |                       | 贝拉克·奥巴马          |      |
| 馬修·巴爾贊               |          | 2013年8月6日   | 2013年12月4日  | 2017年1月18日  | [ d ]                 | 贝拉克·奥巴马          |      |
| 劉易斯·盧肯斯             |          | 2017年1月18日  | 2017年1月18日  | 2017年11月8日  |                       | 唐納·川普              | 代办 |
| 羅拔·活·莊臣四世          |          | 2017年1月19日  | 2017年11月8日  | 2021年1月20日  | [ 13 ]                | 唐納·川普              |      |
| 耶爾·倫珀特               |          | 2021年1月20日  | 2021年1月20日  | 2021年8月1日   |                       | 乔·拜登                | 代办 |
| 菲利普·T·雷克             |          | 2021年7月15日  | 2021年8月1日   | 2022年7月19日  |                       | 乔·拜登                | 代办 |
| 簡·D·哈特利               |          | 2022年5月25日  | 2022年7月19日  |                |                       | 乔·拜登                |      |

## 註解
1. ↑  John Adams became so frustrated with his cool reception at the court that he closed the legation in 1788 and the post remained vacant for four years.[7]
2. ↑  From 1811 to the outbreak of the War of 1812, chargé d'affaires Johnathan Russell was the chief United States officer in London. The United States severed relations with the United Kingdom on the outbreak of the War of 1812; normal relations were restored in 1815.[7]
3. ↑  Chargé d'affaires
4. ↑  Lewis Lukens became the chargé d'affaires.[10][11]

## 外部連結
- United States Department of State: Chiefs of Mission for the United Kingdom （页面存档备份，存于）
- United States Department of State: United Kingdom （页面存档备份，存于）
- United States Embassy in London （页面存档备份，存于）